# Kiley Staples
Kiley Staples (* 2. Februar 1989 in Provo, Utah) ist eine US-amerikanische Skirennläuferin. Sie fährt in allen Disziplinen und gewann in der Saison 2010/11 die Gesamtwertung im Nor-Am Cup.

## Biografie
Kiley Staples startete im November 2004 erstmals bei FIS-Rennen und kam noch im selben Monat zu ihrem ersten Einsatz im Nor-Am Cup. Nach zahlreichen Top-10-Ergebnissen in FIS-Rennen, Podestplätzen bei den US-amerikanischen Juniorenmeisterschaften und einem Sieg im South American Cup, verbesserten sich zu Beginn des Jahres 2006 auch ihre Resultate im Nor-Am Cup erheblich. Bis zum Ende der Saison 2005/06 fuhr sie im Slalom dreimal unter die besten fünf, womit sie den sechsten Platz in der Disziplinenwertung erreichte. In der Saison 2006/07 gelangen ihr dann die ersten Podestplätze (insgesamt vier in den Disziplinen Slalom und Super-G) und der erste Sieg im Slalom von Panorama, der ihr auch zum Gewinn der Disziplinenwertung verhalf. Mit insgesamt zehn Top-10-Platzierungen in allen Disziplinen außer der Abfahrt erreichte sie zudem den zweiten Platz in der Gesamtwertung. In den folgenden zwei Jahren zählte sie weiterhin zu den besten Slalom- und zunehmend auch Riesenslalomläuferinnen im Nor-Am Cup, während sie im Super-G kaum noch vordere Platzierungen erreichte.
Von 2006 bis 2008 nahm Staples an drei Juniorenweltmeisterschaften teil. Ihr bestes Ergebnis war ein fünfter Platz in der aus Slalom, Riesenslalom und Abfahrt gebildeten Kombination von Formigal 2008, das beste Resultat in einem einzelnen Rennen war der achte Platz im Slalom von Flachau 2007. 2009 konnte Staples nicht mehr teilnehmen, denn im Februar dieses Jahres erlitt sie einen Kreuzbandriss, weshalb sie bis Jahresende pausieren musste. In der noch verbliebenen Saison 2009/2010 war dann ein siebenter Platz im Riesenslalom von Waterville Valley ihr bestes Resultat im Nor-Am Cup, während sie im März vier FIS-Slaloms an vier aufeinander folgenden Tagen gewinnen konnte. In der Saison 2010/11 gelang ihr auch im Nor-Am Cup wieder der Anschluss an die Spitze, als sie am 8. Dezember 2010 die Abfahrt von Lake Louise gewann. Mit einem zweiten Sieg in der Super-Kombination von Aspen und weiteren sechs Podestplätzen gewann sie die Gesamtwertung und wurde in den Disziplinenwertungen von Abfahrt, Slalom, Riesenslalom und Super-Kombination jeweils Zweite. In der Saison 2011/12 wurde sie mit zwei Podestplätzen Gesamt-Fünfte und jeweils Vierte in der Abfahrts- und Slalomwertung.
Im Weltcup debütierte die US-Amerikanerin am 25. November 2007 im Slalom von Panorama, bei dem sie im ersten Durchgang ausschied. In den nächsten Jahren folgten nur wenige weitere Weltcupeinsätze, doch seit der Saison 2011/2012 ist sie häufiger in der höchsten Rennserie am Start. Bisher gewann sie allerdings noch keine Weltcuppunkte. Im März 2012 gewann Staples in der Kombination aus Super-G und Slalom ihren ersten US-amerikanischen Meistertitel.

## Erfolge

### Juniorenweltmeisterschaften
- Québec 2006: 12. Kombination, 15. Slalom, 28. Abfahrt, 40. Super-G, 49. Riesenslalom
- Altenmarkt/Flachau 2007: 7. Kombination, 8. Slalom, 23. Super-G, 29. Abfahrt, 32. Riesenslalom
- Formigal 2008: 5. Kombination, 13. Abfahrt, 24. Slalom, 28. Riesenslalom, 45. Super-G

### Nor-Am Cup
- Saison 2005/06: 6. Slalomwertung
- Saison 2006/07: 2. Gesamtwertung, 1. Slalomwertung, 5. Super-G-Wertung, 7. Riesenslalomwertung
- Saison 2007/08: 7. Gesamtwertung, 4. Slalomwertung, 6. Super-Kombinations-Wertung
- Saison 2008/09: 6. Gesamtwertung, 2. Slalomwertung, 6. Riesenslalomwertung
- Saison 2010/11: 1. Gesamtwertung, 2. Abfahrtswertung, 2. Slalomwertung, 2. Riesenslalomwertung, 2. Super-Kombinations-Wertung, 4. Super-G-Wertung
- Saison 2011/12: 5. Gesamtwertung, 4. Abfahrtswertung, 4. Slalomwertung, 10. Super-Kombinations-Wertung

- 19 Podestplätze, davon 4 Siege:

| Datum            | Ort              | Land   | Disziplin         |
| ---------------- | ---------------- | ------ | ----------------- |
| 14. März 2007    | Panorama         | Kanada | Slalom            |
| 5. Januar 2008   | Mont Sainte-Anne | Kanada | Slalom            |
| 8. Dezember 2010 | Lake Louise      | Kanada | Abfahrt           |
| 10. Februar 2011 | Aspen            | USA    | Super-Kombination |

### Weitere Erfolge
- US-amerikanische Meisterin in der Kombination 2012
- 1 Sieg im South American Cup
- 11 Siege in FIS-Rennen